# Siena (tỉnh)
Tỉnh Siena (Tiếng Ý: Provincia di Siena) là một tỉnh ở vùng Tuscany củaÝ. Tỉnh lỵ là thành phố Siena.
Tỉnh này có diện tích 3.821 km² (1475 mile²), tổng dân số là 252.288 người năm 2001. Có 36 comuni (danh từ số ít tiếng Ý:comune) ở trong tỉnh này  Lưu trữ ngày 11 tháng 11 năm 2007 tại Wayback Machine. Tại thời điểm ngày 30 tháng 6 năm 2005, các đô thị chính xếp theo dân số là:
| Đô thị                 | Dân số |
| ---------------------- | ------ |
| Siena                  | 54.337 |
| Poggibonsi             | 28.634 |
| Colle di Val d'Elsa    | 20.276 |
| Montepulciano          | 14.142 |
| Sinalunga              | 12.335 |
| Sovicille              | 8.882  |
| Chiusi                 | 8.746  |
| Monteriggioni          | 8.189  |
| Castelnuovo Berardenga | 8.081  |
| Monteroni d'Arbia      | 7.548  |
| San Gimignano          | 7.473  |
| Torrita di Siena       | 7.305  |
| Chianciano Terme       | 7.221  |

Tỉnh được chia ra thành 7 khu vực lịch sử:
1. Alta Val d'Elsa
2. Chianti senese
3. Vùng đô thị (Monteriggioni và Siena)
4. Val di Merse
5. Crete senesi Val d'Arbia
6. Val di Chiana senese
7. Val d'Orcia và Amiata

Khu vực này đồi núi, ở phía bắc là Monte del Chianti; Monte Amiata là đỉnh cao nhất với độ cao 1738 m, về phía nam là Monte Cetona. Về phía tây là Colline Metallifere còn Val di Chiana nằm về hướng đông. 

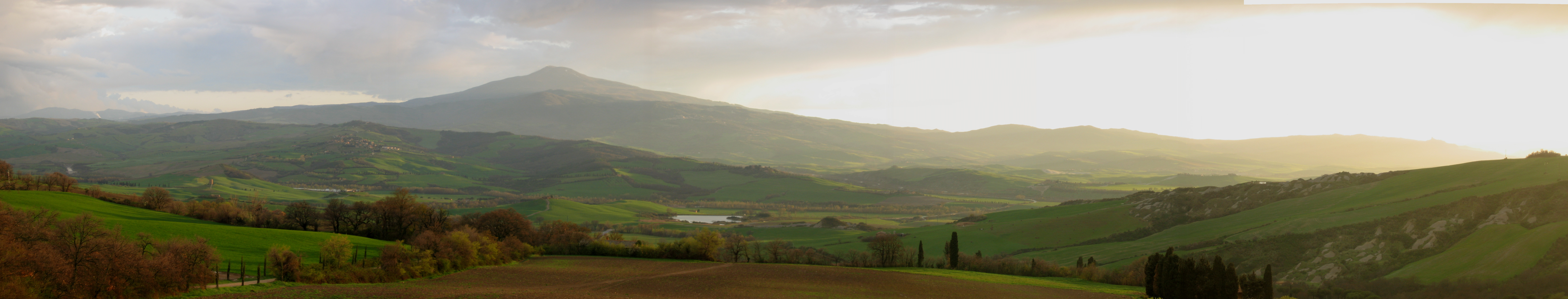
Val d'Orcia với Monte Amiata, nhìn từ phía tây La Foce